# Beacon Hill (Seattle)
Pour les articles homonymes, voir Beacon Hill.
Beacon Hill est un quartier de la ville de Seattle, dans l'État de Washington aux États-Unis. Il fait partie du South End (en).
Il est approximativement délimité à l'ouest par l'Interstate 5, au nord par l'Interstate 90, à l'est par Rainier Avenue South, Cheasty Boulevard South et Martin Luther King Junior Way South, et au sud par la limite de la ville de Seattle.